# 잉글리시 머핀
잉글리시 머핀(영어: English muffin)은 작고 둥글며 평평한 효모빵의 일종이다. 버터와 함께 제공되는 경우가 많으며 미국, 영국 등 영어권에서 많이 섭취된다.
이 용어는 이 빵과 "아메리칸 머핀"(American muffins)이라고 불리는 더 흔한 머핀을 구별하기 위해 북아메리카에서 자주 쓰인다.

## 개요
이 머핀은 영국, 미국, 캐나다, 오스트레일리아, 뉴질랜드 등의 영어권 국가에서 흔히 찾아볼 수 있다. 영국 외의 국가에서는 이 머핀을 잉글리시 머핀으로 부른다. 먹을 때는 주로 구워서 먹으며 버터나 잼이 곁들여지기도 한다. 이름과 다르게 머핀보다는 팬케이크에 더 가깝다.
잉글리시 머핀은 주로 아침 식사로 제공되며 고기(베이컨, 햄, 소시지), 달걀, 또는 치즈와 함께 제공되기도 한다. 또한 잉글리시 머핀은 브런치나 다른 식사로서도 유명하다.

## 나라

### 독일
독일에서는 잉글리시 머핀을 "토스티"라고 부른다.

### 미국
1940년대부터 1970년대에 이르기까지 효모가 많이 들어간 "발효 잉글리시 머핀"은 샌프란시스코에서 유명한 음식이었다. 후에는 미국 곳곳에서 잉글리시 머핀 브랜드가 등장했으며, 심지어는 잉글리시 머핀만을 만드는 회사도 미국 동부 등지에서 등장했다.

### 영국
많은 사람들이 잉글리시 머핀은 영국 전통 식사 레시피라고 알고 있음에도 불구하고 영국에서 잉글리시 머핀은 작은 슈퍼마켓에서도 쉽게 구할 수 있는 간식이다.

## 같이 보기
- 머핀
- 팬케이크